# イバン・ラーニャ
イバン・ラーニャ・フエンテス（スペイン語: Iván Raña Fuentes、1979年6月10日 - ）は、スペイン・ガリシア州ア・コルーニャ県オルデス出身のトライアスロン選手。世界トライアスロン選手権では2002年に優勝している。2000年のシドニーオリンピックでトライアスロンが初めて実施競技に採用されると、2000年シドニー、2004年アテネ、2008年北京の3大会連続でオリンピックに出場した。

## 経歴
2000年のシドニーオリンピックでトライアスロンが初めて実施競技に採用されると、その大会では5位となった。なお、2001年にはアクアスロン（水泳と長距離走）の世界選手権で優勝している。2002年には世界トライアスロン選手権で優勝した。同大会ではスペイン人として初の優勝者である。2002年と2003年にはヨーロッパトライアスロン選手権で2連覇を果たした。
2003年の世界選手権ではオーストラリアのピーター・ロバートソンに次いで2位となり、2004年にはニュージーランドのビーバン・ドハーティに次いで2位となった。2004年アテネ五輪では23位という不本意な成績に終わった。2008年北京五輪では2大会前と同じ5位となった。